# Euskotren Kargo
Euskotren Kargo (denominada EuskoKargo hasta 2011), es una división comercial de la sociedad pública Euskotren, dependiente del Gobierno Vasco, dedicado al transporte de mercancías.
Fundada en 2007, el primer transporte lo realizó durante la noche del 9 al 10 de mayo de ese mismo año, en la que el habitual tren bobinero de FEVE llevó consigo 7 plataformas de EuskoKargo hasta Lasarte-Oria. A la mañana siguiente el tren volvió a Basauri cargando unos cilindros con origen en la República Checa y destino a Sestao.

## Material rodante
Para sus actividades, cuenta con 42 plataformas Sgh 6000, entregadas a partir de febrero de 2006 por la empresa madrileña Tafesa. Utiliza locomotoras de la Serie TD2000, unidades diésel-eléctricas. En 2023 se compraron a Renfe Alquiler 45 plataformas Sgh 9000, 44 para servicio y 1 para repuestos.

## Servicios proyectados
Se encuentran la utilización de la vía, previa restitución, del antiguo Ferrocarril del Urola para el transporte de mercancías desde las acerías de Azpeitia hasta el puerto de Pasajes y el transporte de mercancías desde Bermeo hasta el futuro puerto seco de Euba (Amorebieta-Echano), donde se prevé conectar con la Y Vasca.